# Médersa Mir-i Arab

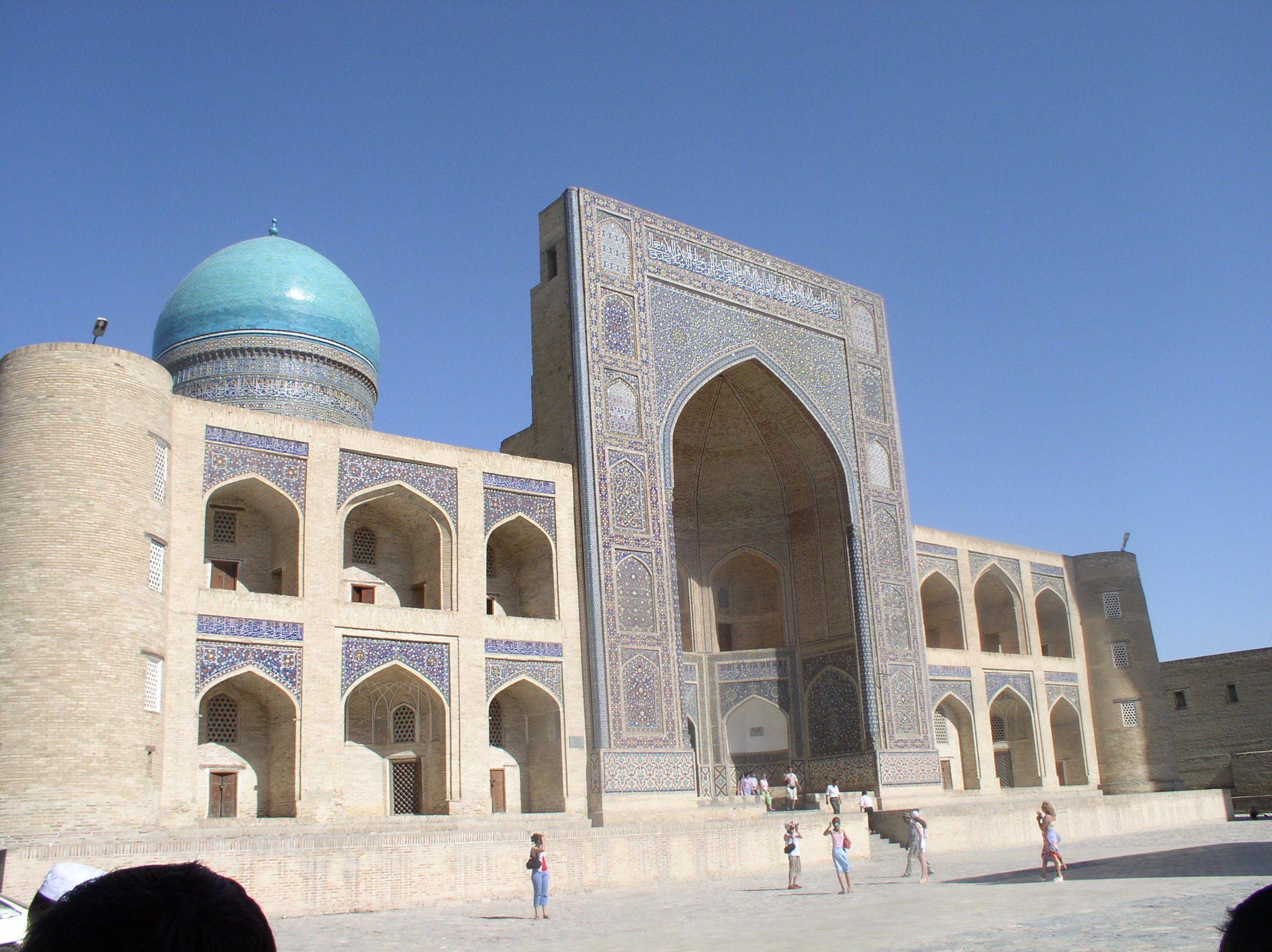
Façade de la médersa Mir-i Arab.

La médersa Mir-i Arab (en persan: medreseh-e mir-e arab; مدرسهٔ میر عرب) est une médersa (ou madrassa), toujours en activité au sein du complexe Po i Kalon, à Boukhara en Ouzbékistan. Comme tous les sites historiques de Boukhara, elle est inscrite au patrimoine mondial de l'Unesco, depuis 1993. Elle est interdite à la visite.

## Historique

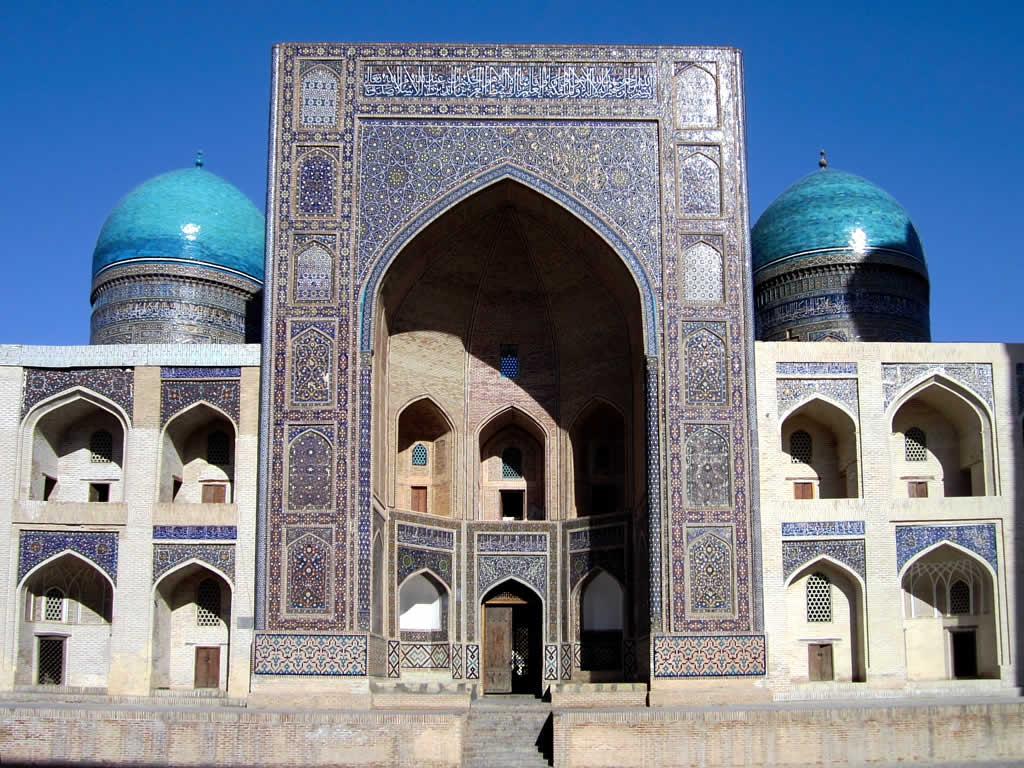
Façade de la médersa.

La médersa a été construite au début du XVIe siècle, par le cheikh Abdoullah Yamani, chef religieux soufi d'origine yéménite et guide spirituel de l'émir de Boukhara, Ubaid-Allah Shah (1487-1540). Abdoullah poussait l'émir à la guerre sainte de la Transoxiane contre les Perses. Alors que l'on considérait autrefois que la médersa aurait été construite en 1535, certains travaux récents avancent que la médersa a été construite plus tôt, après 1512, date de la victoire des Chaybanides contre les guerriers nouvellement chiites du chah séfévide Ismaïl à Guijdouvan. Tous s'accordent sur le fait qu'elle a été construite sur les fonds d'Oubaïd Oulla Khan, grâce à la vente de plus de trois mille esclaves persans, tandis que les affrontements suivants entre Chaybanides et Iraniens n'interviennent que plus tard dans les années 1620. De plus, la mort du cheikh Aboullah a été précisée à la date de 1526. Le cheikh soufi avait souhaité être enterré dans cette médersa, ce qui laisse supposer qu'à sa mort sa construction était, sinon terminée, du moins largement entamée. La médersa a connu une vague de travaux entre 1530 et 1536. Son nom signifie en persan « bien immobilier de l'Arabe » (Abdoullah était né au sud de la péninsule Arabique).
De sa fondation au début des années 1920 (date de sa fermeture), cette médersa était l'une des plus prestigieuses d'Asie centrale. C'est ici qu'enseigna l'un des plus fameux maîtres tadjiks en philosophie islamique, Ahmad Donich Boukhari (1827-1897). En 1945, après de longues tractations, la médersa est rendue à l'étude des sciences  musulmanes; c'est l'un des rares centres spirituels islamiques à être ouvert en URSS. L'actuel président du conseil des mouftis de la fédération de Russie, le moufti Ravil Gaïnoutdinov, en est issu, ainsi que le président tchétchène, Akhmad Kadyrov (1951-2004). Aujourd'hui, une centaine d'étudiants y travaillent.

## Architecture

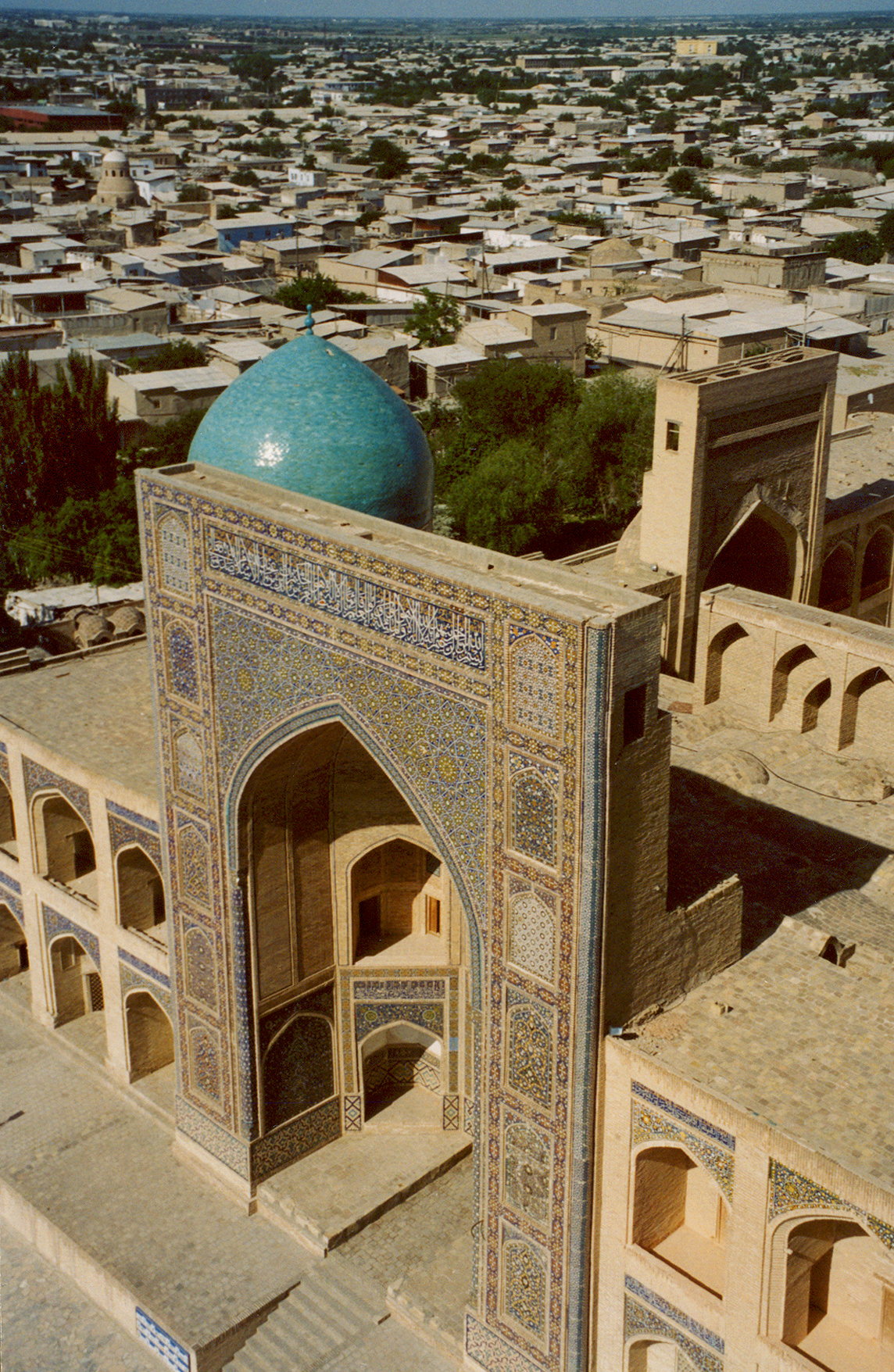
Vue du pishtak.

La médersa est construite sur le mode du « koch » face à la mosquée Kalon.
Elle est de plan rectangulaire avec une façade imposante comportant un haut portail (pishtak) à iwan, flanqué de tours massives (gouldasta) terminées par une coupole hémisphérique de couleur turquoise. Les façades des côtés du portail sont ouvertes par des loggias sur deux niveaux. L'entrée du pishtak est coupé par une profonde niche à moitié octogonale avec une seule porte menant au vestibule. Celui-ci mène à une grande cour intérieure rectangulaire avec un iwan au milieu de chaque côté, comme il est de tradition. Un rez-de-chaussée et un premier étage de cellules donnent sur la cour. Les iwans, qui servent de salles de conférences d'été, sont formés par des petits portails dont seul celui du sud est d'origine. Les salles d'études (ou darskaneh) sont installées dans les angles est. Les salles d'angle de la façade principale sont surmontées chacune d'une coupole avec un haut tambour cylindrique avec des fenêtres dans l'axe. Les coupoles sont soutenues par des arcs et des pendentifs en bouclier couronnés de muqarnas.
À gauche de l'entrée principale se trouve la gourkaneh où est installé le tombeau de marbre du cheikh Abdoullah et celui du moufassir Mouhammad Kassim, ainsi que le cénotaphe de bois d'Oubaïd Oulla. La mosquée de la médersa se trouve à droite du vestibule sous l'autre coupole.
La décoration de la médersa est faite de « kachines » de mosaïques et de carreaux extrêmement délicats avec des décors végétaux et floraux, ou des motifs géométriques, des arabesques épigraphiques, etc. Les tympans du portail, ceux des loges de la façade en sont recouverts, ainsi que les arcs des cellules et les tambours des coupoles. À l'intérieur, c'est la gourkaneh qui est la plus ornée, recouverte du sol au plafond de mosaïques et de carreaux vernissés, ainsi que de gantch (bois ciselé).

## Illustrations

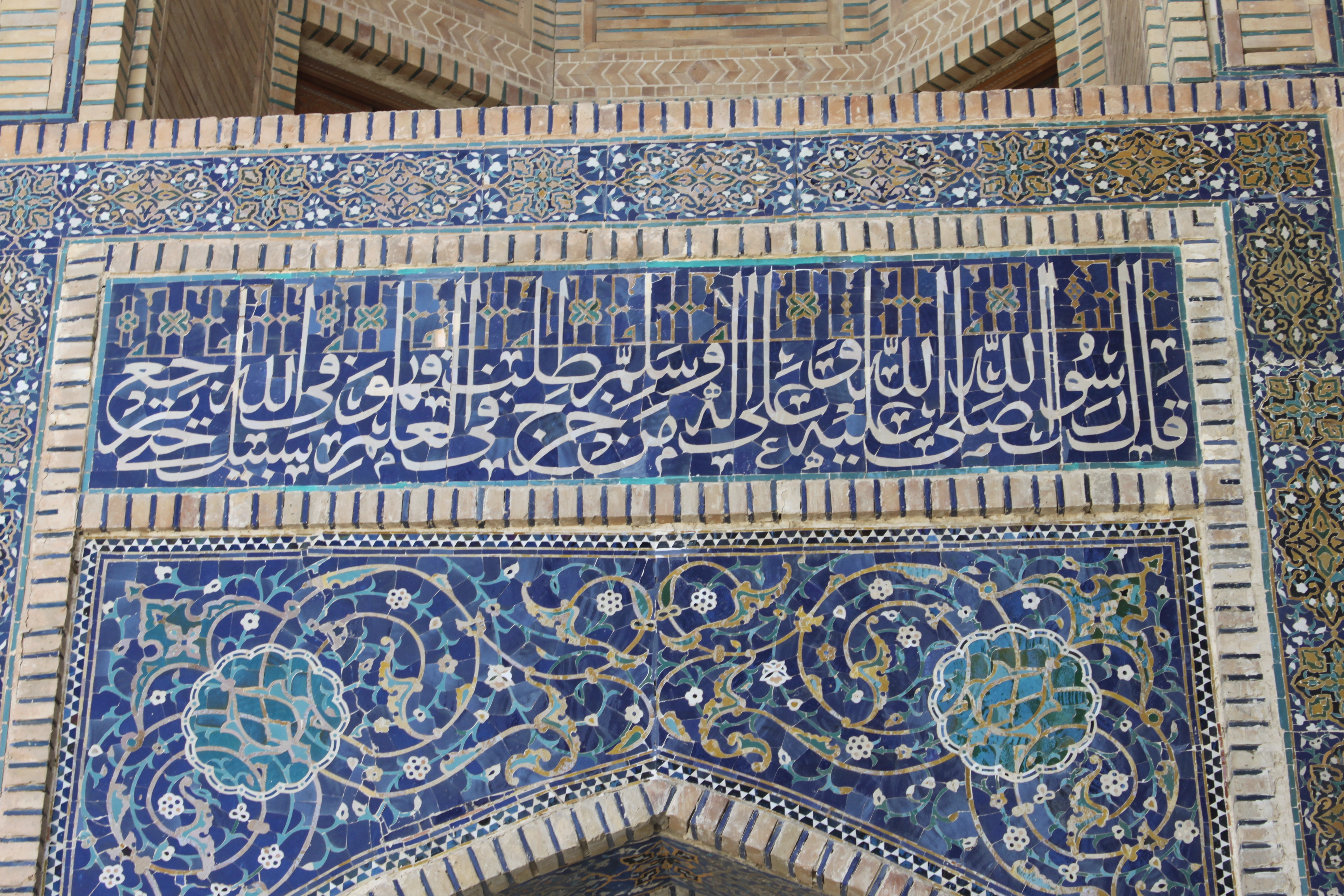
Détail de l'entrée
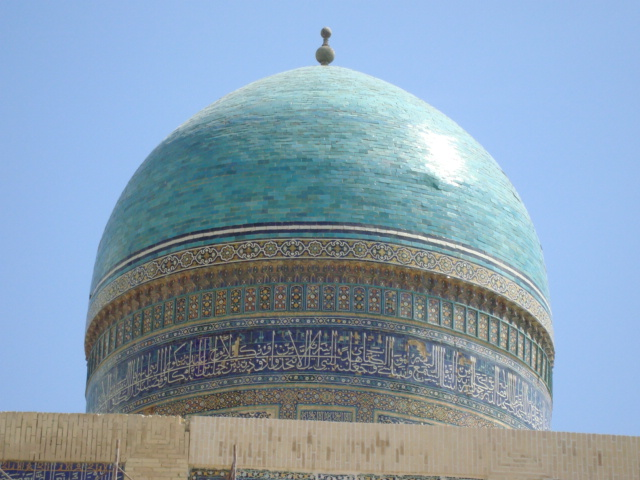
Vue d'une des deux coupoles
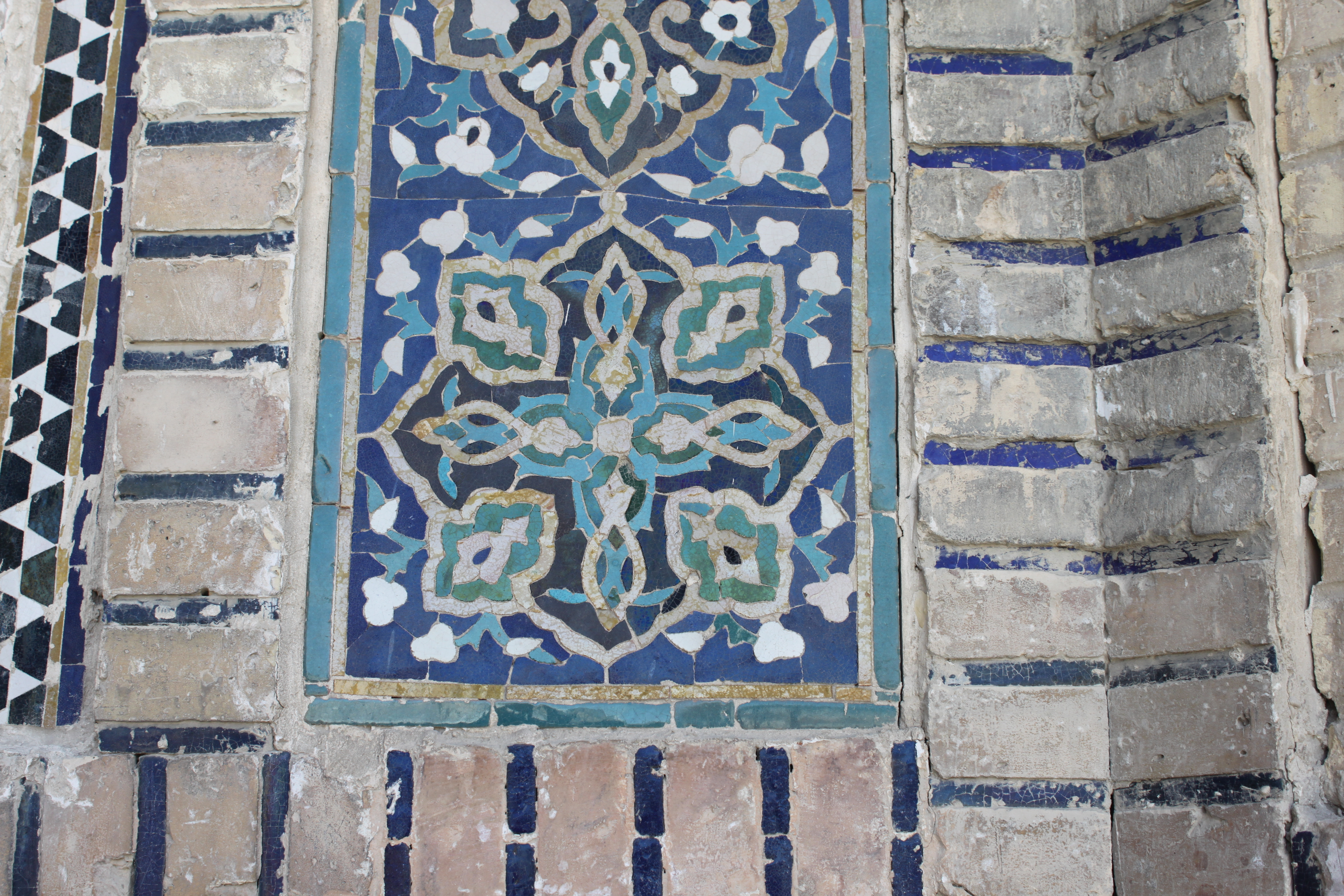
Détail de kachines
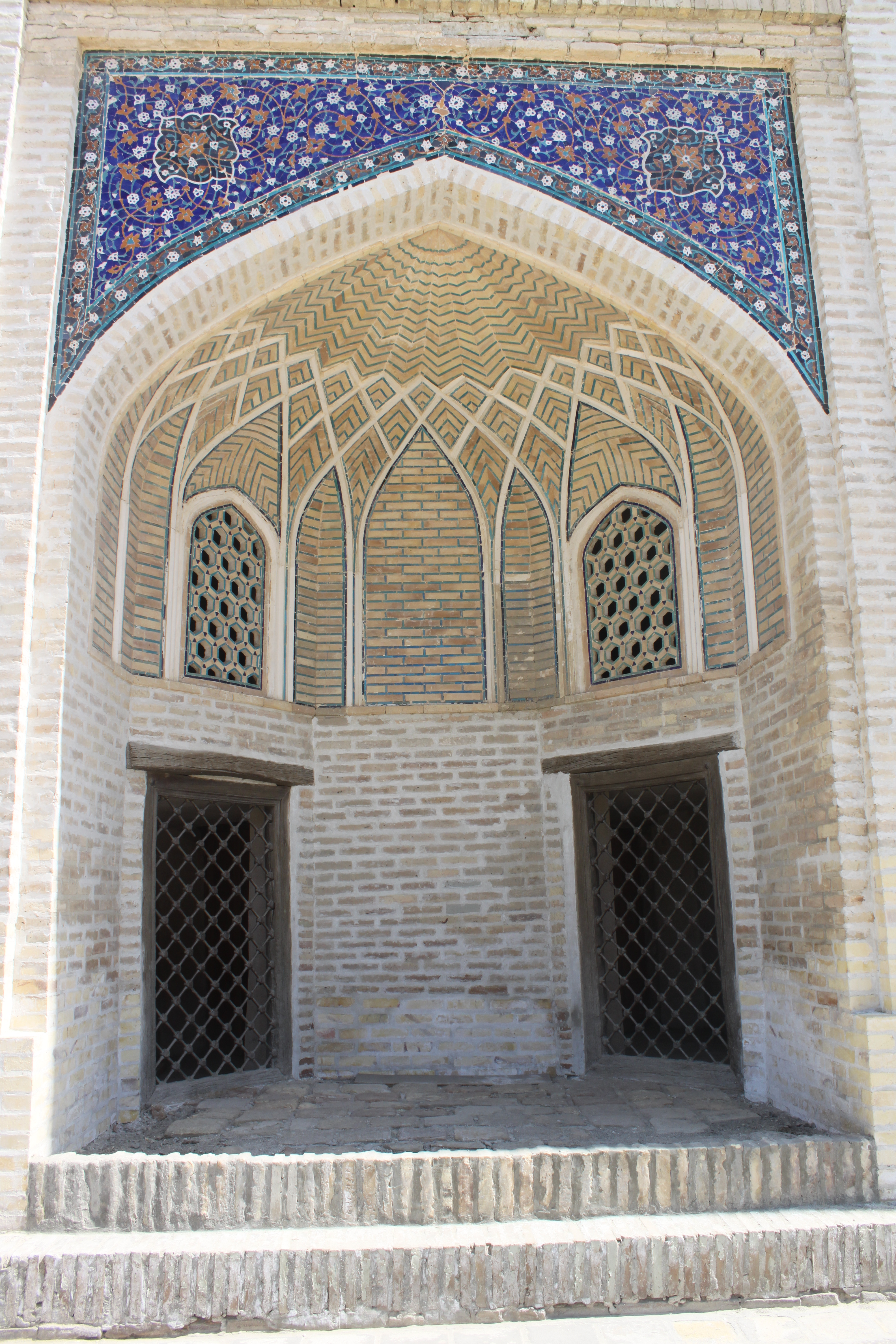
Entrée double de cellules
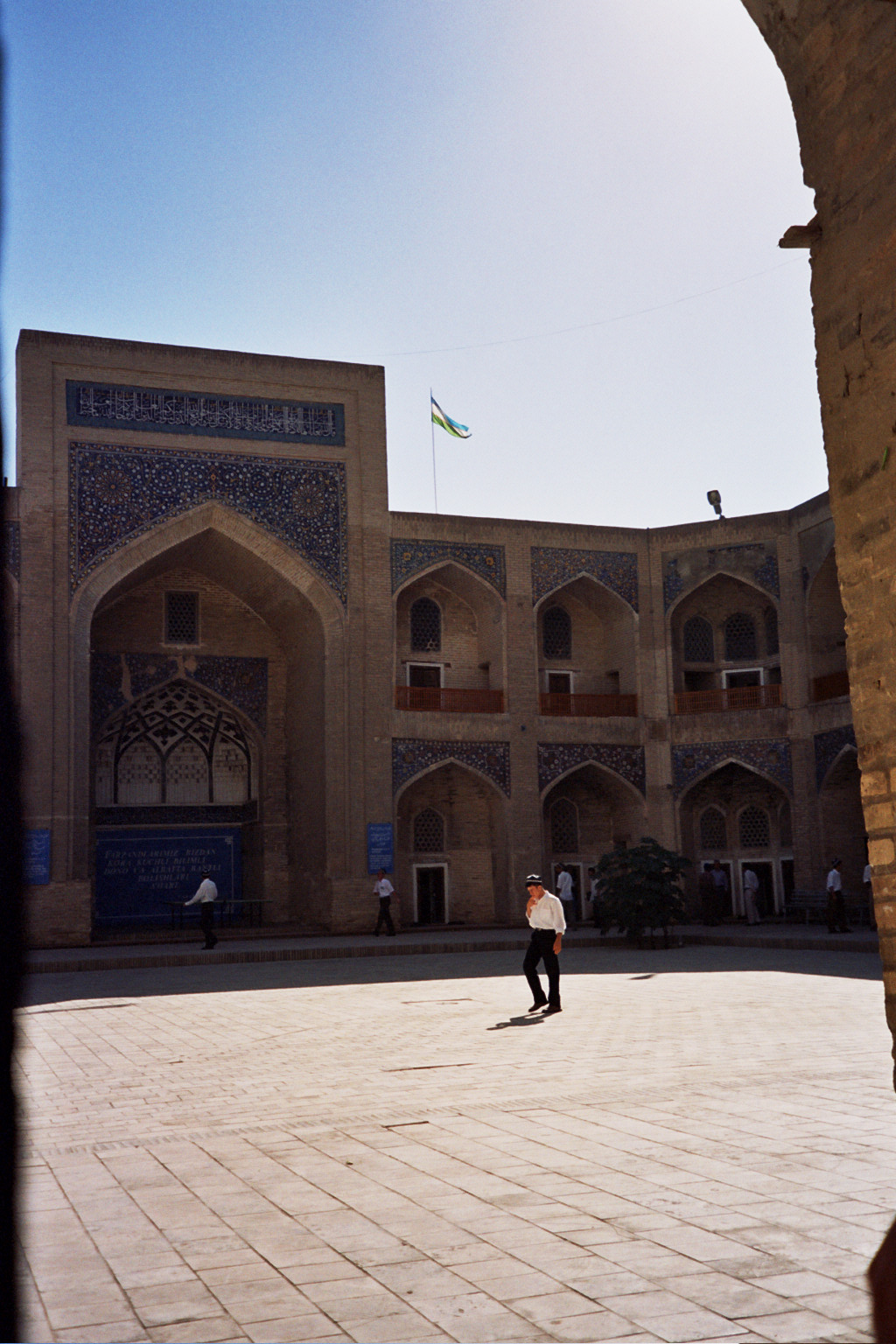
Cour intérieure avec un jeune talib

## Source
- (ru) Cet article est partiellement ou en totalité issu de l’article de Wikipédia en russe intitulé « Медресе Мири Араб » (voir la liste des auteurs).